# Fabronia hampeana
Fabronia hampeana là một loài Rêu trong họ Fabroniaceae. Loài này được Sond. miêu tả khoa học đầu tiên năm 1844.